# Linum elegans
Linum elegans är en linväxtart som beskrevs av Pierre Edmond Boissier. Linum elegans ingår i släktet linsläktet, och familjen linväxter. Inga underarter finns listade i Catalogue of Life.